# Alfons Schwarz (Leichtathlet)
Alfons Karl Schwarz (* 14. Juli 1954 in Dossenheim) ist ein ehemaliger deutscher Leichtathlet, der international für die Bundesrepublik Deutschland antrat.

## Sportliche Laufbahn
Alfons Schwarz begann seine Karriere bei der TSG Heidelberg, von 1971 bis 1973 startete er für den USC Heidelberg, ab 1974 trat er für den LAC Quelle Fürth an. Von 1974 bis 1992 gehörte er in 47 Länderkämpfen zur Auswahl der Bundesrepublik Deutschland. Mit 47 Länderkampfteilnahmen ist Alfons Schwarz nach Gerhard Weidner der deutsche Geher mit den meisten Länderkämpfen. Er war 20. im 20-km-Gehen bei den Europameisterschaften 1978. 1980 stand Schwarz im Aufgebot für die Olympischen Spiele in Moskau, in dem alle Mitglieder zum Zeitpunkt der Nominierung bereits wussten, dass sie wegen des Olympiaboykotts nicht würden antreten können. 
Schwarz gewann 28 deutsche Meistertitel, 38 Süddeutsche Meistertitel und 52 Bayerische Meistertitel.

## Deutsche Meistertitel
- 20-km-Gehen
  - Einzel: 1978, 1981, 1982, 1984, 1985
  - Mannschaft: 1978, 1981, 1982, 1984, 1985, 1988, 1993
- 50-km-Gehen
  - Einzel: 1986, 1987, 1988
  - Mannschaft: 1975, 1977, 1980, 1983, 1984, 1985, 1986, 1987, 1988, 1991, 1994, 1995, 1996

## Bestzeiten
- 20-km-Gehen: 1:23:41 (1986)
- 50-km-Gehen: 3:56:14 (1988)